# 古平郡
- 令制国一覧 > 北海道 (令制) > 後志国 > 古平郡
- 日本 > 北海道 > 後志総合振興局 > 古平郡

北海道古平郡の位置

古平郡（ふるびらぐん）は、北海道（後志国）後志総合振興局の郡。
人口2,543人、面積188.36km²、人口密度13.5人/km²。（2025年6月30日、住民基本台帳人口）
以下の1町を含む。
- 古平町（ふるびらちょう）

## 郡域
1879年（明治12年）に行政区画として発足して以来、郡域は上記1町のまま変更されていない。

## 歴史

### 郡発足までの沿革
江戸時代、古平郡域は和人地となる。松前藩によってフルビラ場所が開かれていた。陸上交通は、余市から古平境界までの2里（7.9km）余の道を余市場所請負人竹屋長左衛門が開削している。
江戸時代後期の文化4年には古平郡域は天領とされたが、文政4年には一旦松前藩の領に戻された。弘化4年恵比須神社が創建される。安政2年古平郡域は再び天領となり庄内藩の警固地となっている。安政5年禅源寺が開山している。慶応3年5月には琴平神社が鎮座。戊辰戦争（箱館戦争）終結直後の1869年8月15日、大宝律令の国郡里制を踏襲して古平郡が置かれた。

### 郡発足以降の沿革

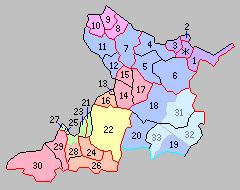
北海道一・二級町村制施行時の古平郡の町村（7.古平町 青：区域が発足時と同じ町村）

- 明治2年8月15日（1869年9月20日） - 北海道で国郡里制が施行され、後志国および古平郡が設置される。開拓使が管轄。
- 明治5年
  - 4月9日（1872年5月15日） - 全国一律に戸長・副戸長を設置（大区小区制）。
  - 10月10日（1872年11月10日） - 4月に設置された区を大区と改称し、その下に旧来の町村をいくつかまとめて小区を設置（大区小区制）。
- 明治9年（1876年）9月 - 従来開拓使において随意定めた大小区画を廃し、新たに全道を30の大区に分ち、大区の下に166の小区を設けた。

- 第5大区
  - 1小区 ： 沖村、沢江村、歌棄村、浜中村
  - 2小区 ： 入船町、新地町、垂美村、群来村

- 明治12年（1879年）7月23日 - 郡区町村編制法の北海道での施行により、行政区画としての古平郡が発足。同年浜中村を浜町、垂美村を港町と改称。新地町および入船町の各一部から丸山町が分町。
- 明治13年（1880年）3月 - 古平郡外二郡役所（古平美国積丹郡役所）の管轄となる。
- 明治15年（1882年）2月8日 - 廃使置県により札幌県の管轄となる。
- 明治19年（1886年）1月26日 - 廃県置庁により北海道庁札幌本庁の管轄となる。
- 明治22年（1889年）1月 - 小樽郡外六郡役所（小樽高島忍路余市古平美国積丹郡役所）の管轄となる。
- 明治30年（1897年）11月5日 - 郡役所が廃止され、小樽支庁の管轄となる。
- 明治35年（1902年）4月1日 - 北海道二級町村制の施行により、浜町、港町、入船町、丸山町、新地町、群来村、沖村、沢江村、歌棄村の区域をもって古平町（二級町）が発足。（1町）
- 明治40年（1907年）4月1日 - 古平町が北海道一級町村制を施行。
- 明治43年（1910年）3月1日 - 小樽支庁が廃止され、後志支庁の管轄となる。
- 昭和18年（1943年）6月1日 - 北海道一・二級町村制が廃止され、北海道で町村制を施行。
- 昭和22年（1947年）5月3日 - 地方自治法の施行により北海道後志支庁の管轄となる。
- 平成22年（2010年）4月1日 - 後志支庁が廃止され、後志総合振興局の管轄となる。